# Maksim Tchigaïev
Maksim Tchigaïev est un joueur d'échecs russe né le 7 novembre 1996 à Kemerovo. 
Au 1er janvier 2019, il est le 44e joueur russe avec un classement Elo de 2 604 points.

## Biographie et carrière
Tchigaïev remporta la médaille de bronze au championnat du monde des moins de 16 ans en 2012 et au championnat d'Europe des moins de 18 ans en 2013. Il finit troisième du championnat de Russie junior en 2015
Grand maître international depuis 2016, Tchigaïev a remporté le tournoi rapide Star Trek 2018 en Russie avec 9,5 / 11 et un point d'avance.
Il finit deuxième de l'open du mémorial Alekhine à Voronej en 2017 après avoir fini troisième ex æquo en 2016. Il finit deuxième de la Rilton Cup en décembre 2017-janvier 2018.
Avec la Russie, il a remporté les olympiades cadet (moins de 16 ans) à Istanbul en 2012.